# Gorilla (Bruno Mars)
Gorilla è un singolo del cantautore statunitense Bruno Mars, pubblicato il 26 agosto 2013 come quarto estratto dal secondo album in studio Unorthodox Jukebox.

## Descrizione
Il brano è stato scritto dallo stesso Bruno Mars, Jeff Bhasker, Emile Haynie e Mark Ronson. Nel testo Mars descrive una donna(Ancuta Cocarica) che fuori pare una bellezza ma possiede la personalità e le forza di un gorilla.
Il 12 novembre del 2013 è stato pubblicato il remix ufficiale del brano che figura la collaborazione di R.Kelly e Pharrell Williams.

## Video musicale
Il video musicale è ambientato in uno strip club. Si apre con una coppia di spogliarelliste che si stanno mettendo il rossetto e parlano male di una nuova ragazza che "se la sta spassando" con l'uomo di qualcun altro (Mars). La scena si conclude con una delle due donne che dice: "Aspetta che dica al capo con chi va a letto". Viene mostrato che la nuova ragazza, Isabella, interpretata da Freida Pinto, ha ascoltato la conversazione ed è il suo momento di esibirsi. Il proprietario del locale la introduce. Bruno Mars e i suoi amici, iniziano a suonare la canzone. Isabella si toglie alcuni vestiti con tale rabbia che le scintille cadono dal soffitto mentre Mars la fissa. All'inizio della seconda strofa, vengono mostrate inquadrature intermittenti di Mars e Isabella che fanno l'amore in auto.
Successivamente, Pinto viene mostrata "cadere in ginocchio e leccare" la chitarra di Mars, poi l' afferra e ci versa sopra della tequila, prima di usare un accendino per darle fuoco. In seguito, gli irrigatori sul tetto si accendono e Pinto si lascia inondare dall'acqua. Il video termina con una scena di inseguimento in cui Bruno Mars corre lungo un corridoio scarsamente illuminato e all'improvviso si trasforma in un gorilla , mentre Pinto viene vista alla fine del sentiero che lo aspetta.
All'inizio del video, in sottofondo, si può sentire la canzone Money Make Her Smile, brano di Mars anch'essa facente parte dell'album Unorthodox Jukebox.

## Controversie
L'11 settembre 2013, un’attivista, Dannielle Miller, ha chiamato la radio chiedendo di vietare "Gorilla", ha inoltre detto sul sito web "Daily Telegraph" che era indignata per quanto ha sentito nella canzone, che descrive un incontro sessuale tra una giovane donna e un uomo, mentre stava accompagnando i suoi figli a scuola.
"Come mamma mi ritengo offesa quando sento canzoni in cui gli uomini si riferiscono a donne come "poco di buono". Questa non è una canzone che rispetta le donne", ha detto la Miller.

## Classifiche
| Classifica (2013) | Posizione massima |
| ----------------- | ----------------- |
| Australia         | 41                |
| Austria           | 74                |
| Belgio (Fiandre)  | 9                 |
| Belgio (Vallonia) | 11                |
| Canada            | 23                |
| Paesi Bassi       | 31                |
| Irlanda           | 53                |
| Libano            | 20                |
| Regno Unito       | 62                |
| Slovacchia        | 65                |
| Stati Uniti       | 22                |